# Peter Pears
Peter Neville Luard Pears CBE, född 22 juni 1910 i Farnham, Surrey, död 3 april 1986 i Aldeburgh, Suffolk, var en brittisk sångare (tenor). Han var tonsättaren Benjamin Brittens livskamrat.

## Biografi
Pears utbildade sig vid Lancing College och studerade musik vid Keble College i Oxford och tjänstgjorde under studietiden som organist vid Hertford College i Oxford, men avslutade studierna utan att avlägga examen. Han studerade senare sång två terminer vid Royal College of Music i London.
Han mötte Benjamin Britten då han var medlem av BBC Singers. Pears och Britten gav sin första konsert tillsammans 1937 på Balliol College i Oxford. Därefter tillbringade de en tid tillsammans i USA och då de återvände till Storbritannien framförde de tillsammans Brittens Seven Sonnets of Michelangelo i Wigmore Hall i London och spelade sedan in dem för EMI, deras första gemensamma inspelning.
Många av Brittens verk innehåller en ledande tenorroll skriven för Peter Pears. Bland dessa återfinns Nocturne,  Serenad för tenor, horn och stråkar, ”Canticles”, operorna Peter Grimes och Albert Herring (titelrollerna), The Beggar's Opera (Macheath),  Owen Wingrave (Sir Philip Wingrave), Billy Budd (Captain Vere), En sällsam historia (Quint), Döden i Venedig (Aschenbach) och Church Parables.
Pears var medförfattare till librettot i En midsommarnattsdröm och gjorde en av sina få komiska roller i den: Som "Flute the Bellowsmender" gjorde han en dragshowparodi på Joan Sutherland i vansinnesscenen om Lucia di Lammermoor.
Hans röst var omdiskuterad. Hans ovanliga röstklang har beskrivits som torr och vit. Elakt sades det att han hade en välklingande ton – ettstrukna E – och att det är därför som den kritiska arian i Peter Grimes, "Now the Great Bear and Pleiades" huvudsakligen kretsar kring denna ton. Röstens kvalitet gjorde sig inte alltid bra vid inspelningar, men det är ingen tvekan om att han hade en utsökt artikulation och vokal smidighet vilket också Britten utnyttjade.
Han debuterade på Metropolitanoperan i oktober 1974 som "Aschenbach" i Döden i Venedig. Han sjöng redan dessförinnan regelbundet på Londonoperan och på många andra operascener i Europa och i USA.   
Han var också en hyllad uttolkare av Schuberts lieder, oftast med Britten som ackompanjatör och han gjorde framstående tolkningar av evangelistpartierna i Bachs passioner.
Han utnämndes av drottningen till Commander of the British Empire (CBE) 1978.
Han är begravd på kyrkogården till Saint Peter and Saint Paul's Church i Aldeburgh, Suffolk, intill Brittens grav.